# Внутрішньоклітинні рецептори

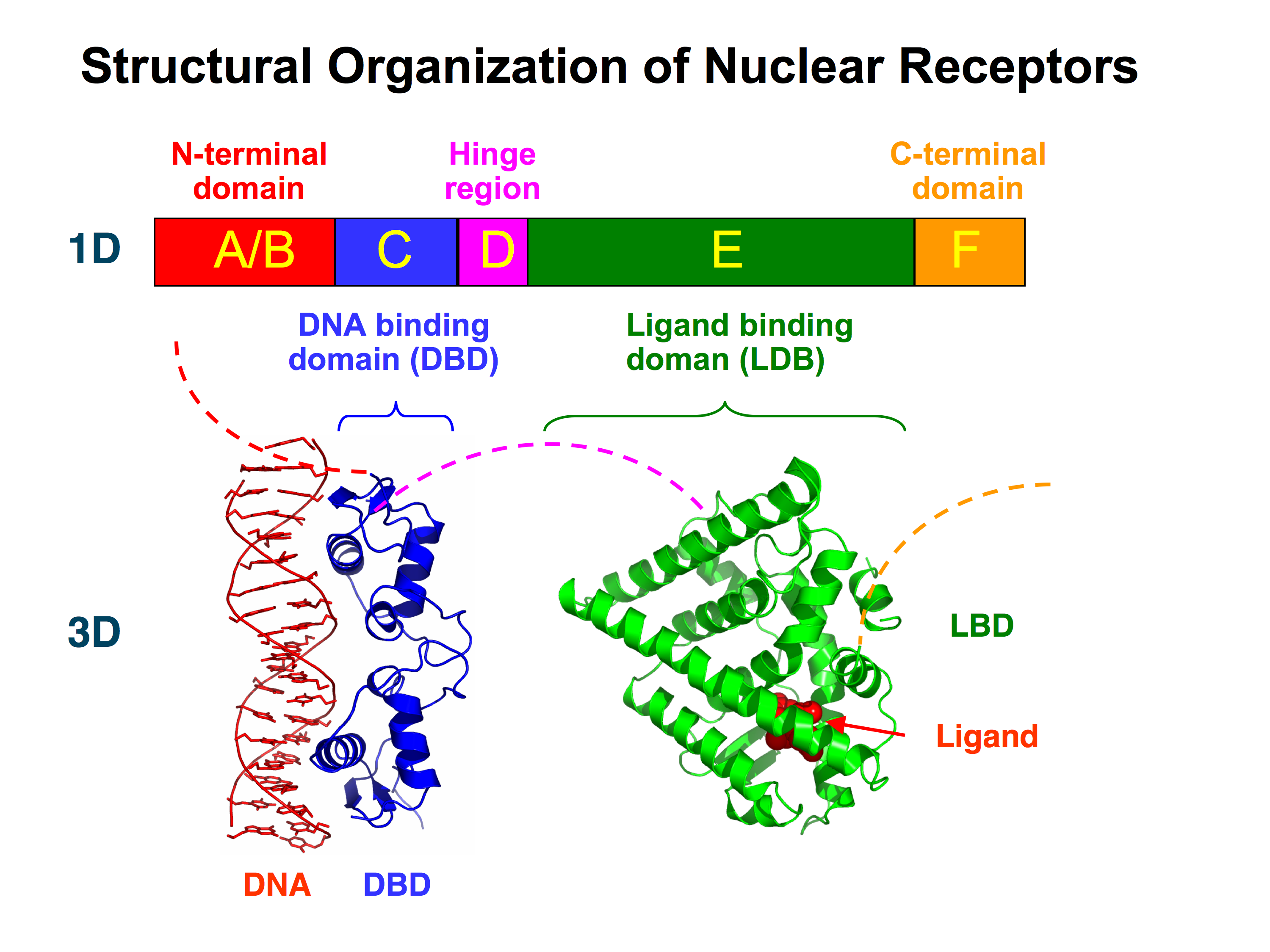
Організація будови рецептору ядра

Внутрішньоклітинні рецептори — це тип рецепторів, розташованих в цитоплазмі або у клітинному ядрі. Рецептори цього типу можуть бути активовані проникними для клітини лігандами, такими як члени суперродини ядерних рецепторів, які діють як ліганд-активовані фактори транскрипції.
Багато гормонів діють на внутрішньоклітинні рецептори, викликаючи довгострокові зміни клітинної активності шляхом зміни генетичної експресії ферментів, цитокінів або рецепторних білків.

## Приклади
Первинні рецептори гідрофобних стероїдних гормонів, таких як статеві гормони естрадіол (естроген) і тестостерон, є внутрішньоклітинними.